# Gastrectomia

La gastrectomia è l'operazione chirurgica consistente nella resezione parziale o totale dello stomaco, a causa di alcune sue malattie. Il chirurgo svizzero Carl Schlatter fu il primo ad eseguire con successo questo tipo di operazione.

## Tipi
Esistono tre tipi di gastrectomia:
- gastrectomia allargata
- gastrectomia totale
- gastrectomia parziale

## Gastrectomia allargata
La gastrectomia allargata è necessaria soprattutto in caso di cancro allo stomaco, e consiste nell'asportazione dell'intero stomaco e dei tessuti cellulo-linfatici adiacenti.

## Gastrectomia totale
La gastrectomia totale consiste nell'asportazione di tutto lo stomaco e nel ricollegamento del tubo digerente con vari metodi.
Può essere necessaria nella gastrite acuta emorragica o in caso di presenza di ulcere nella regione sotto-cardiale. È seguita dal ripristino della continuità del tubo digerente.

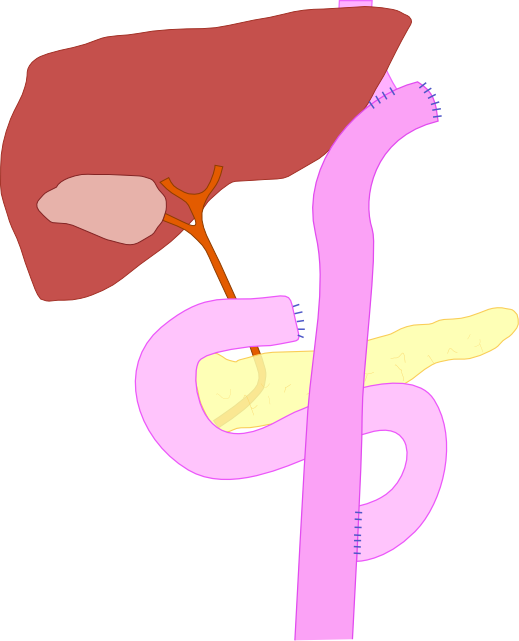
Gastroenterostomia a Y
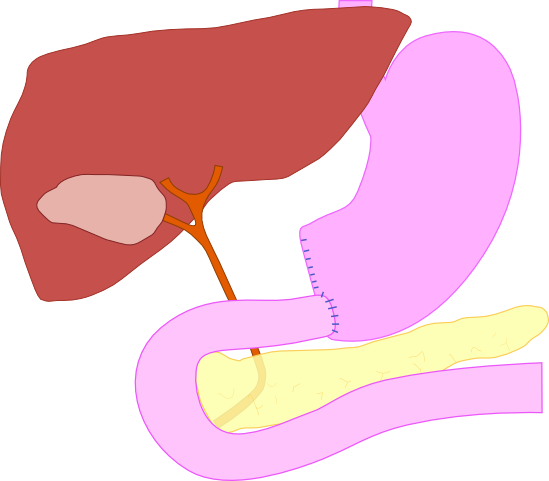
Bilroth I
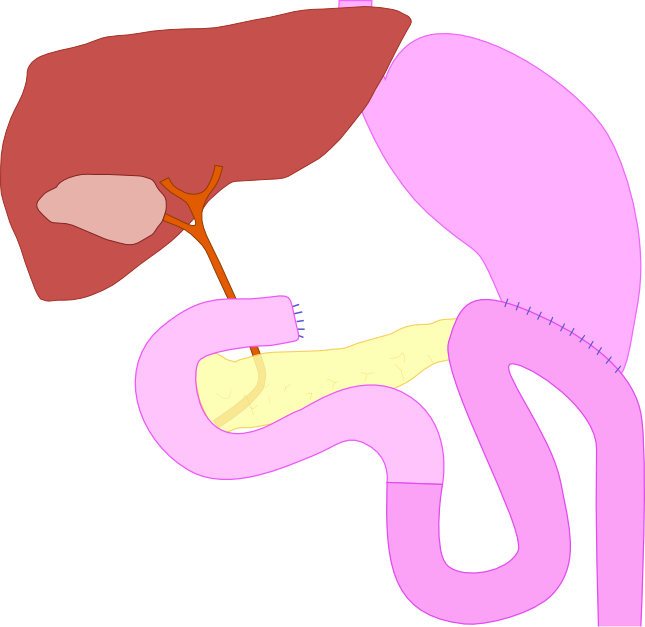
Bilroth II

## Gastrectomia parziale
La gastrectomia parziale consiste nell'asportazione di una sola parte dello stomaco.

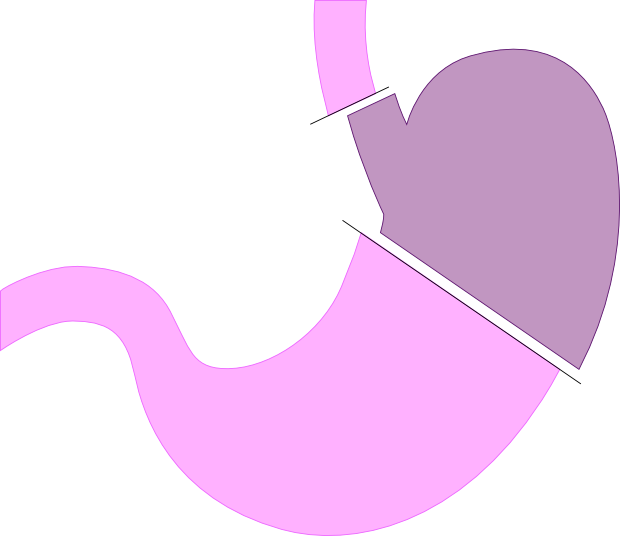
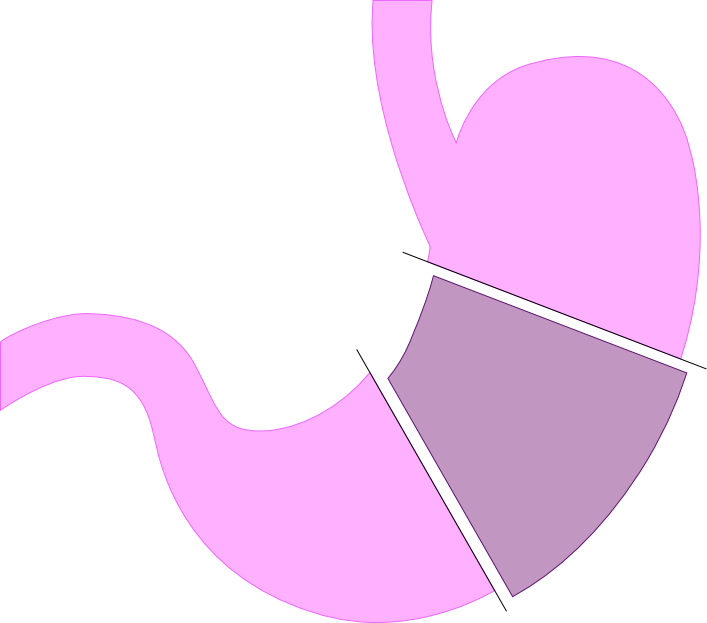
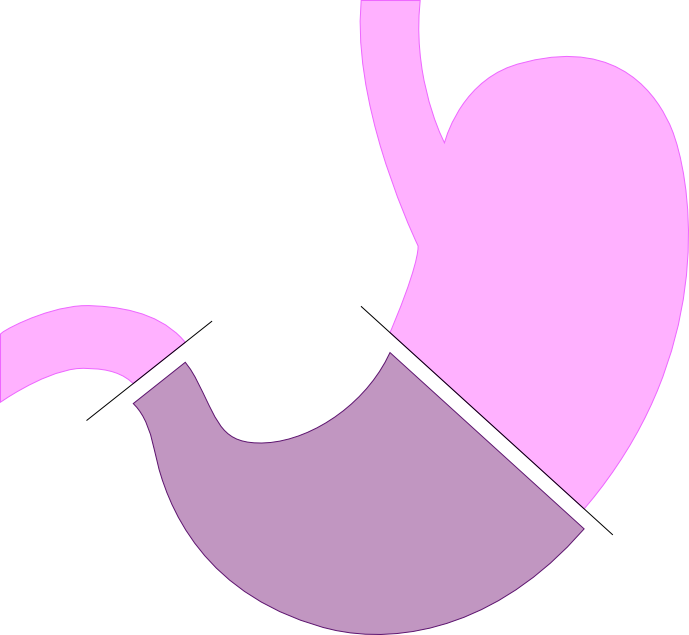